# Washington D.C. Area Film Critics Association Awards 2019
Na 18. ročníku udílení cen Washington D.C. Area Film Critics Association Awards byly předány ceny v těchto kategoriích dne 8. prosince 2019.

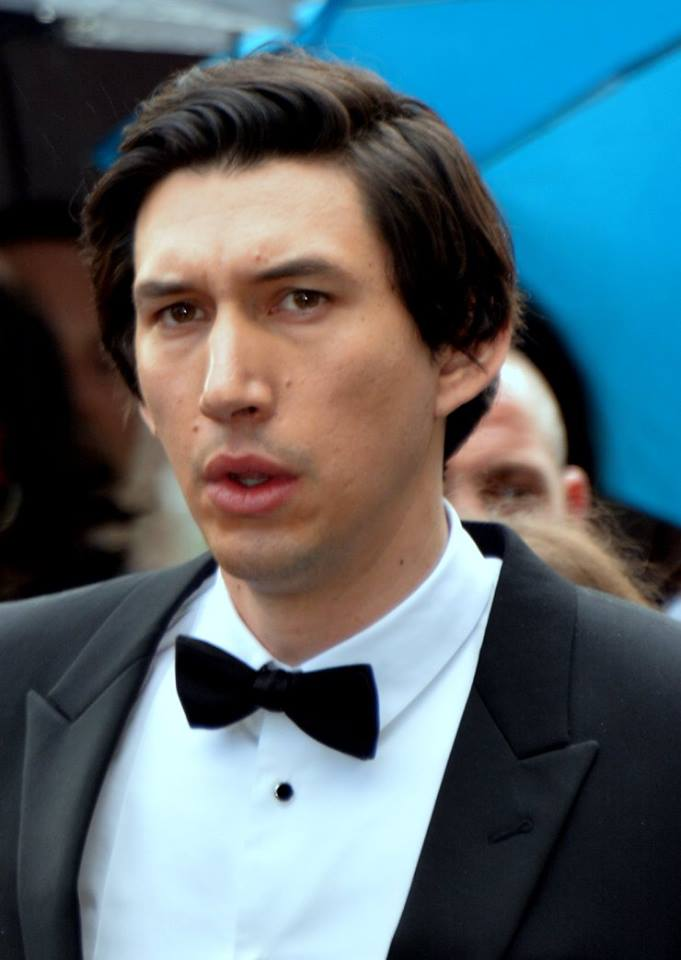
Adam Driver, vítěz v kategorii nejlepší mužský herecký výkon v hlavní roli za roli ve filmu Manželská historie

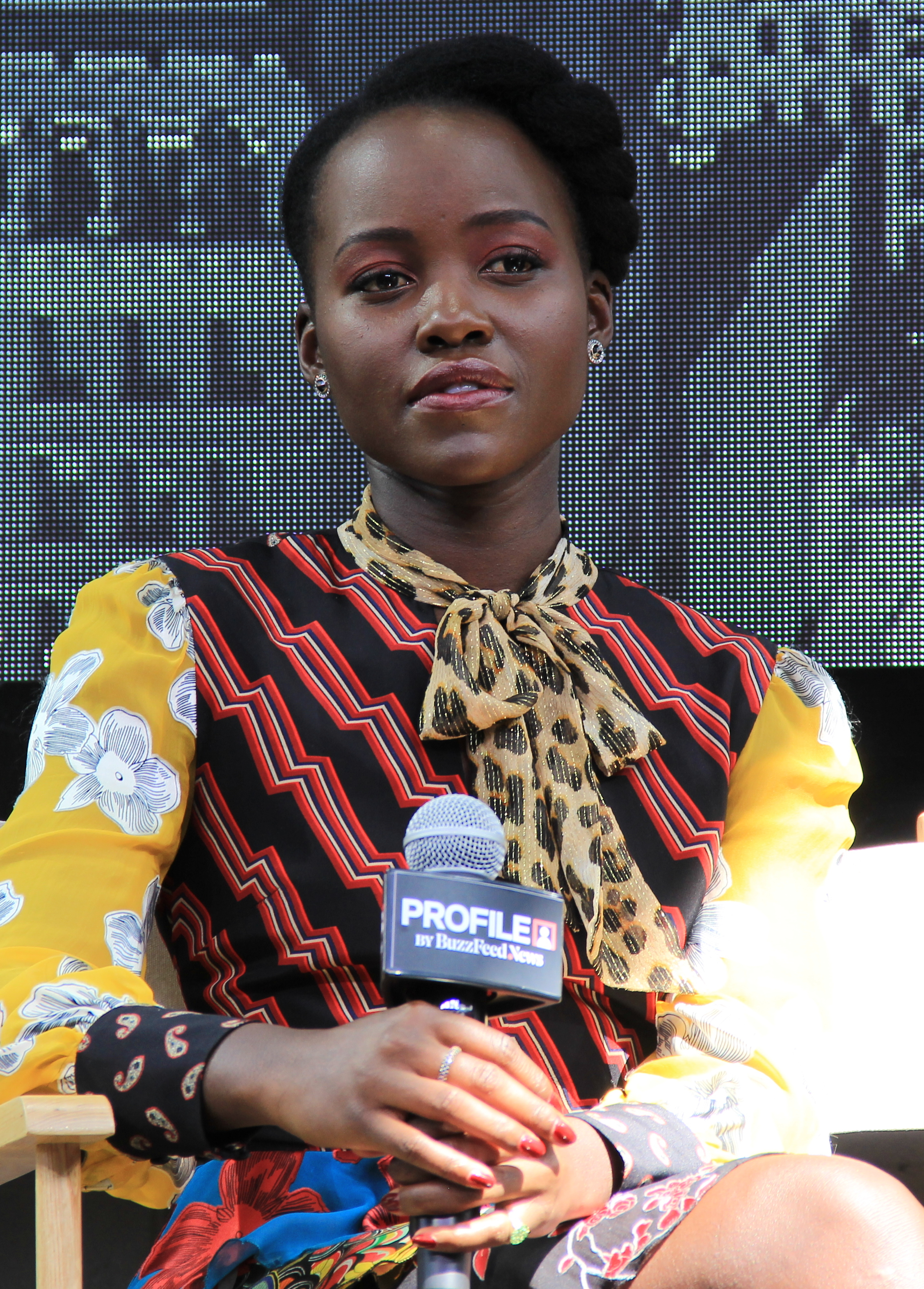
Lupita Nyong'o, vítězka v kategorii nejlepší ženský herecký výkon v hlavní roli za výkon ve filmu My

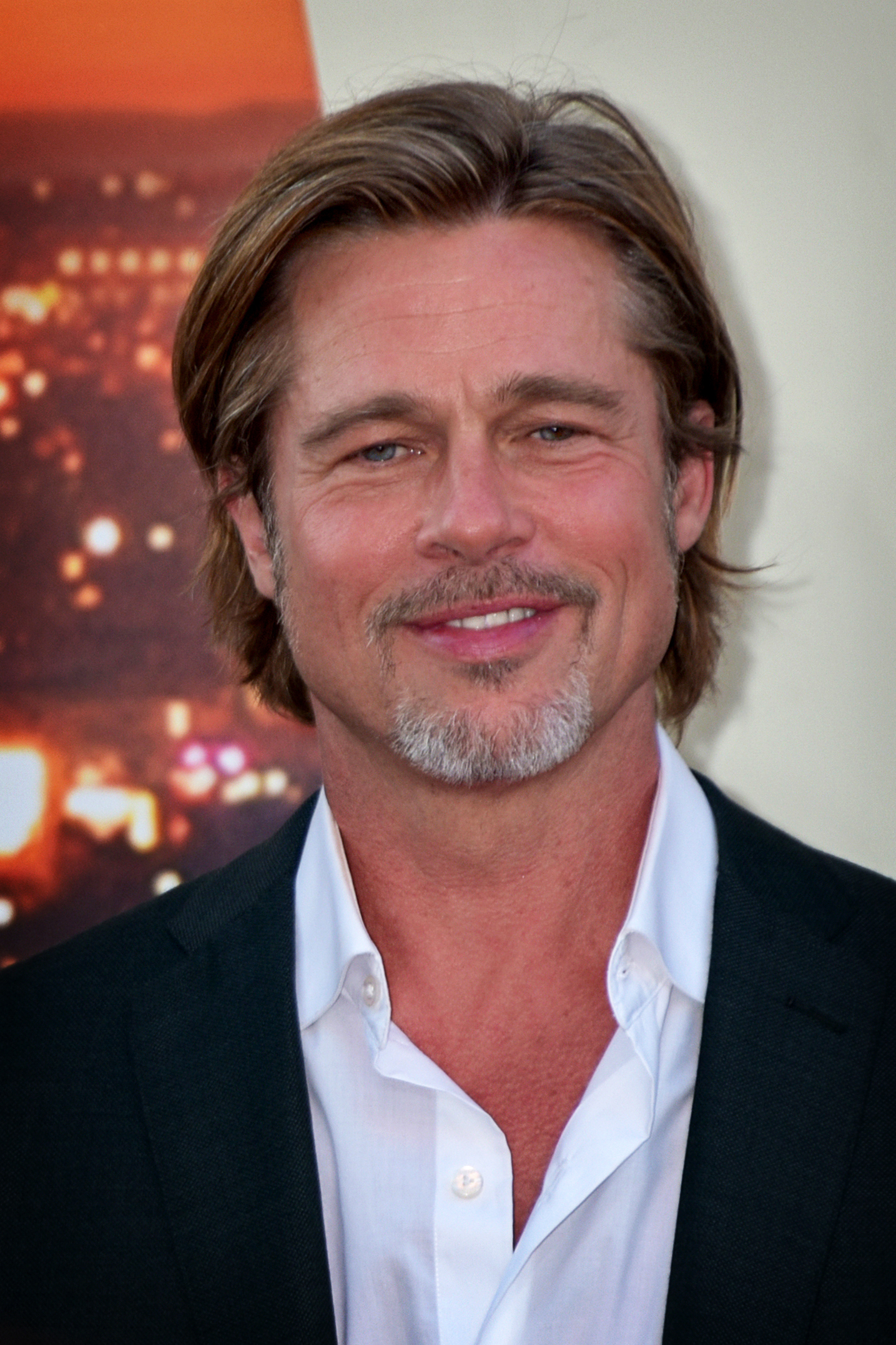
Brad Pitt, vítěz v kategorii nejlepší mužský herecký výkon ve vedlejší roli za výkon ve filmu Tenkrát v Hollywoodu

Jennifer Lopez, vítězka v kategorii nejlepší ženský herecký výkon ve vedlejší roli za výkon ve filmu Zlatopkopky

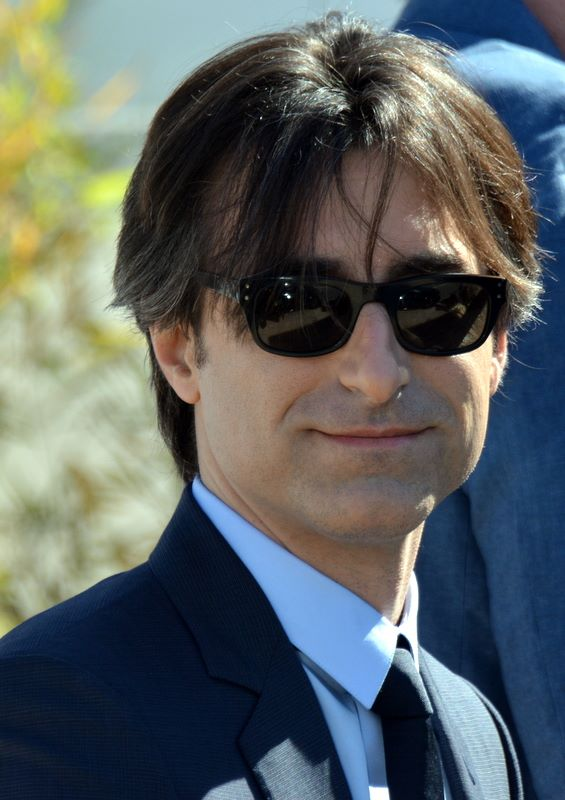
Noah Baumbach, vítěz v kategorii nejlepší původní scénář za scénář k filmu Manželská historie

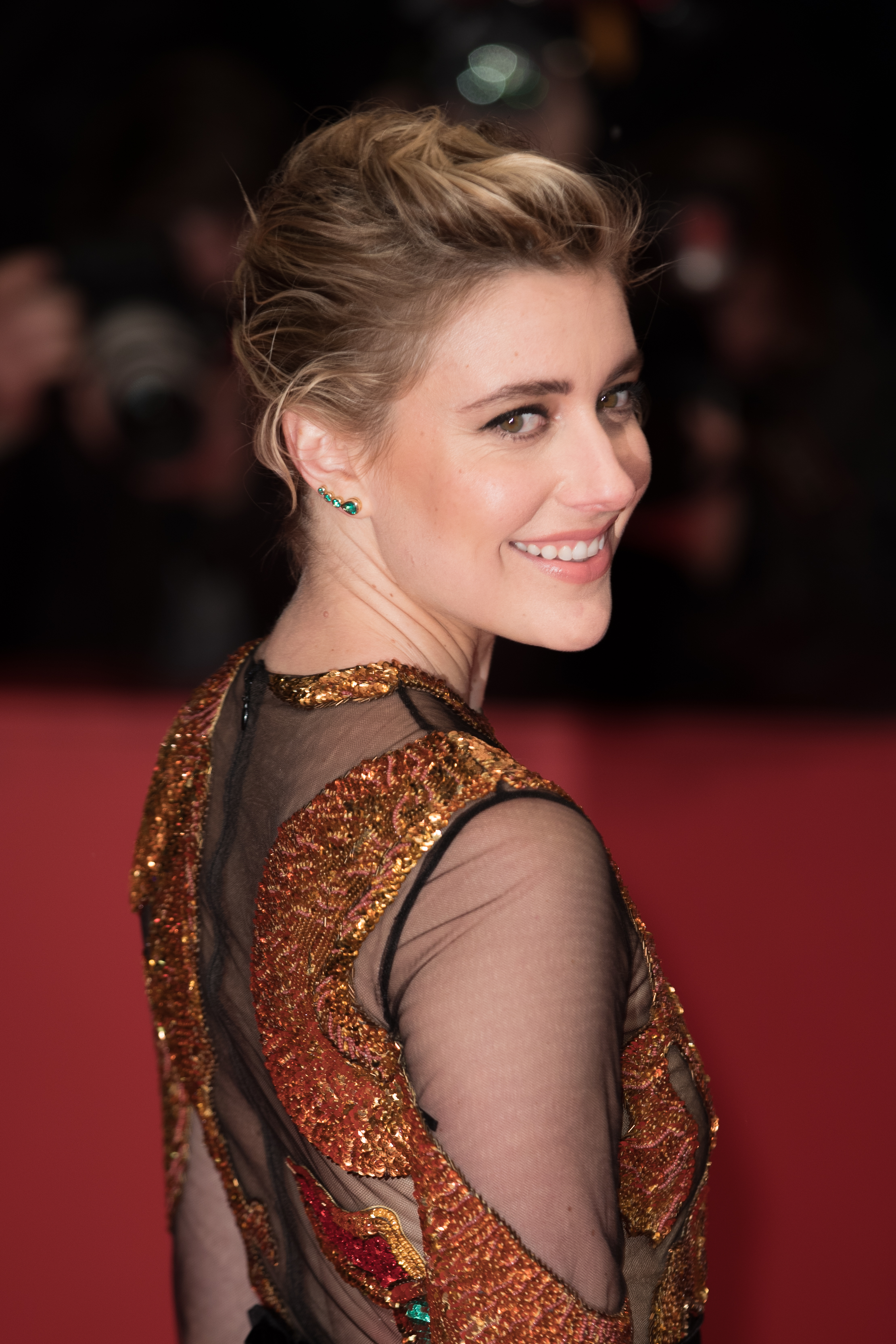
Greta Gerwig, vítězka v kategorii nejlepší adaptovaný scénář za scénář k filmu Malé ženy

## Vítězové a nominovaní

### Nejlepší film
- 1917
- Irčan
- Manželská historie
- Tenkrát v Hollywoodu
- Parazit

### Nejlepší režisér
Pon Džun-ho – Parazit
- Greta Gerwig – Malé ženy
- Sam Mendes – 1917
- Martin Scorsese – Irčan
- Quentin Tarantino – Tenkrát v Hollywoodu

### Nejlepší herec v hlavní roli
Adam Driver – Manželská historie
- Robert De Niro – Irčan
- Leonardo DiCaprio – Tenkrát v Hollywoodu
- Joaquin Phoenix – Joker
- Adam Sandler – Drahokam

### Nejlepší herečka v hlavní roli
Lupita Nyong'o – My
- Awkwafina – Malá lež
- Scarlett Johansson – Manželská historie
- Saoirse Ronan – Malé ženy
- Renée Zellweger – Judy

### Nejlepší herec ve vedlejší roli
Brad Pitt – Tenkrát v Hollywoodu
- Tom Hanks – A Beautiful Day in the Neighborhood
- Jonathan Majors – The Last Black Man in San Francisco
- Al Pacino – Irčan
- Joe Pesci – Irčan

### Nejlepší herečka ve vedlejší roli
Jennifer Lopez – Zlatopkopky
- Laura Dern – Manželská historie
- Scarlett Johansson – Králíček Jojo
- Florence Pughová – Malé ženy
- Zhao Shuzhen – Malá lež

### Nejlepší obsazení
Na nože
- Irčan
- Malé ženy
- Tenkrát v Hollywoodu
- Parazit

### Nejlepší původní scénář
Noah Baumbach – Manželská historie
- Rian Johnson – Na nože
- Quentin Tarantino – Tenkrát v Hollywoodu
- Pon Džun-ho a Han Jin-won – Parazit
- Jordan Peele – My

### Nejlepší adaptovaný scénář
Greta Gerwig (podle stejnojmenného románu Louisy May Alcott) – Malé ženy
- Micah Fitzerman-Blue & Noah Harpster (inspirace článkem „Can You Say ... Hero?“ od Toma Junoda – Výjimeční přátelé
- Taika Waititi (podle knihy „Caging Skies“ od Christine Leunens – Králíček Jojo
- Todd Phillips a Scott Silver – Joker
- Steven Zaillian – Irčan

### Nejlepší dokument
Apollo 11
- Americká fabrika
- For Sama
- Země medu
- One Child Nation

### Nejlepší animovaný film
Toy Story 4: Příběh hraček
- Ledové království II
- Jak vycvičit draka 3
- Klaus
- Hledá se Yetti

### Nejlepší cizojazyčný film
Parazit (Jižní Korea)
- Antantique (Francie/Senegal/Belgie)
- Monos (Kolumbie)
- Bolest a sláva (Španělsko)
- Portrét dívky v plamenech (Francie)

### Nejlepší kamera
Roger Deakins – 1917
- Rodrigo Prieto – Irčan
- Jarin Blaschke – Maják
- Robert Richardson – Tenkrát v Hollywoodu
- Drew Daniels – Waves

### Nejlepší střih
Michael McCusker a Andrew Buckland – Le Mans '66
- Lee Smith– 1917
- Thelma Schoonmaker – Irčan
- Fred Raskin– Tenkrát v Hollywoodu
- Yang Jin-mo – Parazit

### Nejlepší skladatel
Michael Abels – My
- Thomas Newman – 1917
- Hildur Guðnadóttir – Joker
- Alexandre Desplat – Malé ženy
- Randy Newman – Manželská historie

### Nejlepší filmová architektura
Barbara Ling a Nancy Haigh – Tenkrát v Hollywoodu
- Dennis Gassner a Lee Sandales – 1917
- Ra Vincent a Nora Sopková – Králíček Jojo
- Jess Gonchor a Claire Kaufman – Malé ženy
- Lee Ha-jun – Parazit

### Nejlepší mladý herec/herečka
Roman Griffin Davis – Králíček Jojo
- Julia Butters – Tenkrát v Hollywoodu
- Shahadi Wright Joseph – My
- Noah Jupe – Honey Boy
- Thomasin McKenzie – Králíček Jojo

### Nejlepší dabing
Tony Hale – Toy Story 4: Příběh hraček
- Kristen Bellová – Ledové království II
- Billy Eichner – Lví král
- Tom Hanks – Toy Story 4: Příběh hraček
- Annie Potts – Toy Story 4: Příběh hraček

### Nejlepší zachycení pohybu
Josh Brolin – Avengers: Endgame
- Rosa Salazar – Alita: Bojový Anděl

### Nejlepší zobrazení Washingtonu, DC
The Report
- Srážka s láskou